# Osokorky (stanice metra v Kyjevě)
Osokorky (ukrajinsky a rusky Осокорки) jsou stanice kyjevského metra na Syrecko-Pečerské lince na hranici sídlišť Osokorky a Pozňaky pod mimoúrovňovou křizovatkou prospektu Mykoly Bažana a Dněprovského nábřeží. Stanice byla otevřena v rámci třetího úseku linky Syrecko-Pečerska dne 30. prosince 1992.
V roce 2014 obsloužila stanice Osokorky skoro 19 000 cestujících denně a nachází se na hranici sídlišť Osokorky a Pozňaky pod mimoúrovňovou křizovatkou prospektu Mykoly Bažana a Dněprovského nábřeží. Dva východy ze stanice ústí do podchodu pod prospekt Mykoly Bažana, který propojuje sídliště Osokorky a Pozňaky a autobusové zastávky u stanice metra.

## Konstrukce stanice
V plánech linky Syrecko-Pečerska se měly Osokorky stát první stanicí metra na levém břehu, z neznámých důvodů se tak nestalo a první stanicí na levém břehu se stala stanice Slavutyč pouhých 791 metrů od stanice Osokorky. Nové plánované dva úseky linky Syrecko-Pečerska (Vydubyči-Osokorky, Osokorky-Charkivska a depo) měly být již třetí linkou, které měly obsloužit nově postavené sídliště města, první linkou byla Svjatošynsko-Brovarska, jejíž třetí a čtvrté etapy mířily na sídliště Darnycja, Socmisto a na Lisový a Brovarský masyv, druhou linkou byla Obolonsko-Teremkivska, jejíž druhá a čtvrtá etapa mířila na sídliště Oboloň.
Výstavba úseku měla začít mnohem později, ale kvůli nedorozumění mezi staviteli metra a Jižniho mostu se rozhodlo o otevření úseku mezi stanicemi Vydubyči a Slavutyč již v roce 1992 a tak se výstavba a financování výstavby přesunout z druhého úseku metra i na třetí. Z důvodu nedostatku peněz se na druhém úseku linky metra se neotevřela stanice Pečerska a na třetím úseku stanice Telyčka. Zatímco Pečerska se o pár let později otevřela veřejnosti, stanicí Telyčka se stále projíždí a neplánuje se její otevření.
Třetí úsek linky Syrecko-Pečerska byl oficiálně otevřen 30. prosince 1992 a sestával ze dvou stanic a to Slavutyč a Osokorky.
Stanice přibližně dva roky sloužila jako východní konečná stanice linky. Pokračující výstavba druhé etapy na sídlištích Osokorky a Pozňaky prodloužila trať na východ do stanic Pozňaky a Charkivska.

## Charakteristika stanice
Z technického hlediska byla stanice postavena jako hloubená mělce založená jenolodní stanice metra v přibližné hloubce 9 metrů. Stanice je ve tvaru kvádru s klenbou ve tvaru půlkruhu. Stanice obsahuje dva východy, které ústí do podchodu pod prospekt Mykoly Bažana, který propojuje sídliště Osokorky a Pozňaky a autobusové zastávky u stanice metra.
Třetí úsek linky Syrecko-Pečerska je již posledním úsekem kde proběhla architektonická a výtvarná soutěž pro stanice. Kolejová zeď stanice je obložena červenou žulou s mramorovými okraji a uprostřed kolejové zdi jsou připevněny dvě kovové desky s abstraktním uměním. Podlaha je obložena černou žulou. Klenba stanice je obložena bílými plastovými krytinami (které se nachází i u stanic linky B v Praze) a před požárem stanice v roce 2012 se také uprostřed klenby nacházely zářivky s plastovým krytím, které po požáru byly nahrazeny moderními zářivkami bez krytí.
V roce 2018 se spojilo 8 street artových umělců a vytvořily na plastové klenbě celkem osm uměleckých děl, které se jmenují Avdijivika, Samotkanná, Unfinished, United, Univerzální jazyk, Autonomie, Mother land a Znalosti jsou poklad. Celé dílo trvalo umělcům 4 měsíce a město Kyjev vyčlenilo celkem 3,8 milionu hřiven pro samotné autory, kteří nabídku nepřijali a udělali vše zadarmo.

## Události

### Poškození a ulomení části tunelu v roce 2007
V mezistaničním úseku tunelu mezi stanicemi Osokorky a Pozňaky v roce 2007 došlo v plném provozu k poškození a následnému ulomení části ostění tunelu do rozchodu kolejových vozidel. Důvodem tohoto poškození bylo porušení technologie zpevňování zemin v blízkosti tunelů. V důsledku nedodržení tlakových parametrů při vstřikování roztoku bylo poškozeno ostění tunelů a část ostění se ulomila a dostala se až do rozchodu kolejových vozidel.
Opravy trvaly Kyjivmetrobudu 2 dny a v pondělí 16. července 2007 se znovu spustil provoz v mezistaničním úseku.

### Požár ve stanici v roce 2012
14. března 2012 došlo k požáru stropu ve světelném vedení stanice. Zářivka se rozhořela rychle a do pár minut byla stanice zahalena v hustém dýmu, který se kvůli pohybu vlaků dostal i do sousedních stanic Slavutyč a Pozňaky. Všechny tři stanice byly po patnácti minutách od začátku požáru uzavřeny a cestující a zaměstnanci z nich byli evakuováni. Do stanice dorazilo 15 jednotek hasičů a 6 jednotek služby ochrany proti plynu a kouři a za půl hodiny byl požár uhašen. V 19:32 byl provoz na trati obnoven, ale stanicí Osokorky se projíždělo. Další den ráno se již stanice otevřela pro veřejnost.
Příčinou požáru stropu byla vlhkost vnikající do osvětlovací soustavy přes dilatační spáru střechy stanice. Vlhkost vedla ke vzniku proudu a následnému zahřátí zářivek, které vytvořilo jiskření a vznícení zářivky. Po požáru byla provedena kontrola lamp na zbývajících stanicích a demontována požárně nebezpečné zářivky ve stanicích Zvirynecka a Poštova plošča.

## Název
Plánovaný název stanice byl Osokorky-1. Dnešní název Osokorky pochází od původní osady a dnešního sídliště na jehož okraji se stanice nachází. Z výstavby sídlištního komplexu Osokorky se vystavěla pouze část Severní Osokorky u které se stanice nachází, Centrální a Jižní Osokorky nebyly vystavěny, ale je stále v plánu dostavba sídliště.